# Puchar Świata w biegach narciarskich w Seefeld
Zawody Pucharu Świata w biegach narciarskich w Seefeld – zawody w biegach narciarskich, przeprowadzane w ramach Pucharu Świata w biegach narciarskich od sezonu 1984/1985. Zawody odbywają się na trasach narciarskich w austriackim kompleksie narciarskim Casino Arena w Seefeld.
Pierwsze zawody PŚ w Seefeld odbyły się w dniach 18-21 stycznia 1985, były to jednocześnie Mistrzostwa Świata w Narciarstwie Klasycznym.

## Podium poszczególnych zawodów PŚ w Seefeld
- Tabele zawierają biegi punktowane w klasyfikacji generalnej sezonu Pucharu Świata w biegach narciarskich.

### Kobiety
| Lp | Data             | Dystans                          | Uwagi | 1. miejsce                                                                      | 2. miejsce                                                                | 3. miejsce                                                       |
| -- | ---------------- | -------------------------------- | ----- | ------------------------------------------------------------------------------- | ------------------------------------------------------------------------- | ---------------------------------------------------------------- |
| 1. | 19 stycznia 1985 | 10 km s. dowolnym                | MŚ    | Anette Bøe                                                                      | Marja-Liisa Kirvesniemi                                                   | Grete Ingeborg Nykkelmo                                          |
| 2. | 21 stycznia 1985 | 5 km s. klasycznym               | MŚ    | Anette Bøe                                                                      | Marja-Liisa Kirvesniemi                                                   | Grete Ingeborg Nykkelmo                                          |
| 3. | 23 stycznia 1985 | bieg sztafetowy 4×5 km           | MŚ    | ZSRR Tamara Tichonowa · Raisa Smietanina · Lilija Wasilczenko · Anfisa Riezcowa | Norwegia Anette Bøe · Anne Jahren · Grete Ingeborg Nykkelmo · Berit Aunli | NRD Manuela Drescher · Gaby Nestler · Antje Misersky · Ute Noack |
| 4. | 26 stycznia 1985 | 20 km s. klasycznym              | MŚ    | Grete Ingeborg Nykkelmo                                                         | Brit Pettersen                                                            | Anette Bøe                                                       |
| 5. | 2 lutego 1996    | 10 km s. dowolnym                | —     | Manuela Di Centa                                                                | Stefania Belmondo                                                         | Jelena Välbe                                                     |
| 6. | 3 lutego 1996    | Sprint drużynowy s. dowolnym     | —     | Włochy Stefania Belmondo · Manuela Di Centa                                     | Norwegia Trude Dybendahl · Anita Moen                                     | Rosja I Jelena Välbe · Olga Korniejewa                           |
| 7. | 14 lutego 1999   | 5 km s. dowolnym                 | —     | Nina Gawriluk                                                                   | Anfisa Riezcowa                                                           | Stefania Belmondo                                                |
| 8. | 27 stycznia 2018 | Sprint s. dowolnym               | —     | Laurien van der Graaff Sophie Caldwell                                          | —                                                                         | Maiken Caspersen Falla                                           |
| 9. | 28 stycznia 2018 | 10 km s. dowolnym (start masowy) | —     | Jessica Diggins                                                                 | Heidi Weng                                                                | Ragnhild Haga                                                    |

### Mężczyźni
| Lp | Data             | Dystans                          | Uwagi | 1. miejsce                                                                    | 2. miejsce                                                                     | 3. miejsce                                                            |
| -- | ---------------- | -------------------------------- | ----- | ----------------------------------------------------------------------------- | ------------------------------------------------------------------------------ | --------------------------------------------------------------------- |
| 1. | 18 stycznia 1985 | 30 km s. klasycznym              | MŚ    | Gunde Svan                                                                    | Ove Aunli                                                                      | Harri Kirvesniemi                                                     |
| 2. | 22 stycznia 1985 | 15 km s. klasycznym              | MŚ    | Kari Härkönen                                                                 | Thomas Wassberg                                                                | Maurilio De Zolt                                                      |
| 3. | 24 stycznia 1985 | bieg sztafetowy 4×10 km          | MŚ    | Norwegia Arild Monsen · Pål Gunnar Mikkelsplass · Tor Håkon Holte · Ove Aunli | Włochy Marco Albarello · Giorgio Vanzetta · Maurilio De Zolt · Giuseppe Ploner | Szwecja Erik Östlund · Thomas Wassberg · Thomas Eriksson · Gunde Svan |
| 4. | 27 stycznia 1985 | 50 km s. klasycznym              | MŚ    | Gunde Svan                                                                    | Maurilio De Zolt                                                               | Ove Aunli                                                             |
| 5. | 2 lutego 1996    | 10 km s. dowolnym                | —     | Bjørn Dæhlie                                                                  | Fulvio Valbusa                                                                 | Jari Isometsä                                                         |
| 6. | 3 lutego 1996    | Sprint drużynowy s. dowolnym     | —     | Włochy Fulvio Valbusa · Silvio Fauner                                         | Szwecja I Niklas Jonsson · Torgny Mogren                                       | Finlandia Mika Myllylä · Jari Isometsä                                |
| 7. | 14 lutego 1999   | 10 km s. dowolnym                | —     | Mika Myllylä                                                                  | Michaił Botwinow                                                               | Jari Isometsä                                                         |
| 8. | 27 stycznia 2018 | Sprint s. dowolnym               | —     | Johannes Høsflot Klæbo                                                        | Lucas Chanavat                                                                 | Calle Halfvarsson                                                     |
| 9. | 28 stycznia 2018 | 15 km s. dowolnym (start masowy) | —     | Dario Cologna                                                                 | Alex Harvey                                                                    | Martin Johnsrud Sundby                                                |

## Najwięcej razy na podium w zawodach indywidualnych
Stan na 28 stycznia 2018
| Miejsce | Zawodniczka    | Zwycięstwa | 2. miejsca | 3. miejsca | Razem |
| ------- | -------------- | ---------- | ---------- | ---------- | ----- |
| 1.      | Bøe            | 2          | 0          | 1          | 3     |
| 2.      | Nykkelmo       | 1          | 0          | 2          | 3     |
| 3.      | Di Centa       | 1          | 0          | 0          | 1     |
| 3.      | Gawriluk       | 1          | 0          | 0          | 1     |
| 3.      | van der Graaff | 1          | 0          | 0          | 1     |
| 3.      | Caldwell       | 1          | 0          | 0          | 1     |
| 3.      | Diggins        | 1          | 0          | 0          | 1     |
| 8.      | Kirvesniemi    | 0          | 2          | 0          | 2     |
| 9.      | Belmondo       | 0          | 1          | 1          | 2     |
| 10.     | Pettersen      | 0          | 1          | 0          | 1     |
| 10.     | Riezcowa       | 0          | 1          | 0          | 1     |
| 10.     | Weng           | 0          | 1          | 0          | 1     |
| 13.     | Välbe          | 0          | 0          | 1          | 1     |
| 13.     | Falla          | 0          | 0          | 1          | 1     |
| 13.     | Haga           | 0          | 0          | 1          | 1     |

| Miejsce | Zawodnik    | Zwycięstwa | 2. miejsca | 3. miejsca | Razem |
| ------- | ----------- | ---------- | ---------- | ---------- | ----- |
| 1.      | Svan        | 2          | 0          | 0          | 2     |
| 2.      | Härkönen    | 1          | 0          | 0          | 1     |
| 2.      | Dæhlie      | 1          | 0          | 0          | 1     |
| 2.      | Myllylä     | 1          | 0          | 0          | 1     |
| 2.      | Klæbo       | 1          | 0          | 0          | 1     |
| 2.      | Cologna     | 1          | 0          | 0          | 1     |
| 7.      | Aunli       | 0          | 1          | 1          | 2     |
| 7.      | De Zolt     | 0          | 1          | 1          | 2     |
| 9.      | Wassberg    | 0          | 1          | 0          | 1     |
| 9.      | Valbusa     | 0          | 1          | 0          | 1     |
| 9.      | Botwinow    | 0          | 1          | 0          | 1     |
| 9.      | Chanavat    | 0          | 1          | 0          | 1     |
| 9.      | Harvey      | 0          | 1          | 0          | 1     |
| 14.     | Isometsä    | 0          | 0          | 2          | 2     |
| 15.     | Kirvesniemi | 0          | 0          | 1          | 1     |
| 15.     | Halfvarsson | 0          | 0          | 1          | 1     |
| 15.     | Sundby      | 0          | 0          | 1          | 1     |

## Najwięcej razy na podium według państw
Stan na 28 stycznia 2018
| Miejsce | Zawodniczka       | Zwycięstwa | 2. miejsca | 3. miejsca | Razem |
| ------- | ----------------- | ---------- | ---------- | ---------- | ----- |
| 1.      | Norwegia          | 3          | 4          | 5          | 12    |
| 2.      | Włochy            | 2          | 1          | 1          | 4     |
| 3.      | Stany Zjednoczone | 2          | 0          | 0          | 2     |
| 4.      | Rosja             | 1          | 1          | 2          | 4     |
| 5.      | ZSRR              | 1          | 0          | 0          | 1     |
| 5.      | Szwajcaria        | 1          | 0          | 0          | 1     |
| 7.      | Finlandia         | 0          | 2          | 0          | 2     |
| 8.      | NRD               | 0          | 0          | 1          | 1     |

| Miejsce | Zawodnik   | Zwycięstwa | 2. miejsca | 3. miejsca | Razem |
| ------- | ---------- | ---------- | ---------- | ---------- | ----- |
| 1.      | Norwegia   | 3          | 1          | 2          | 6     |
| 2.      | Szwecja    | 2          | 2          | 2          | 6     |
| 3.      | Finlandia  | 2          | 0          | 4          | 6     |
| 4.      | Włochy     | 1          | 3          | 1          | 5     |
| 5.      | Szwajcaria | 1          | 0          | 0          | 1     |
| 6.      | Austria    | 0          | 1          | 0          | 1     |
| 6.      | Francja    | 0          | 1          | 0          | 1     |
| 6.      | Kanada     | 0          | 1          | 0          | 1     |